# Marie Rambert
Marie Rambert (20 de febrero de 1888 – 12 de junio de 1982) fue una bailarina y pedagoga polaco-británica que ejerció una gran influencia en el ballet británico, en sus dos facetas de bailarina y enseñante.
Nació con el nombre de Miriam Ramberg en Varsovia, Polonia. Usó también otros nombres como Rambach o Rambam. Entre 1912 y 1913 colaboró con Los Ballets Rusos de Serguéi Diáguilev. En 1918, se trasladó al Reino Unido, donde en 1920 fundó su propia escuela de ballet. En 1926 creó su propia compañía, el Marie Rambert Dancers, llamado habitualmente Ballet Rambert, y con el nombre oficial desde 1960 de Rambert Dance Company. Es la más antigua compañía de ballet del Reino Unido.
Trabajó para recuperar y restaurar la coreografía de La consagración de la primavera de Vátslav Nizhinski en los Ballets Rusos. El trabajo se inició en 1979 y se concluyó después de su muerte, en 1987.

## Enlaces externos

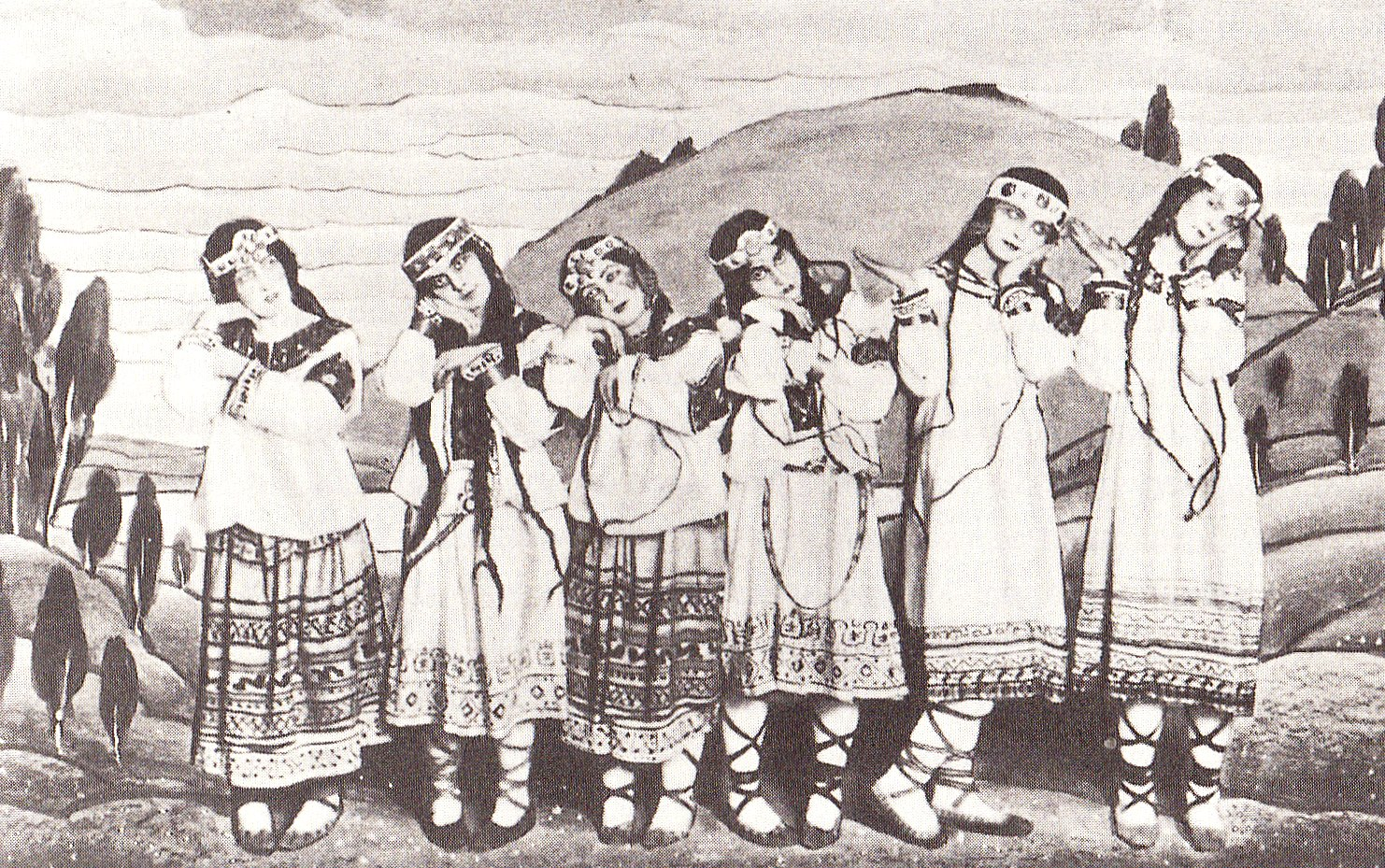
Marie Rambert (2ª por la izda.) en el ballet La consagración de la primavera de los Ballets Rusos. París, 1913.